# Лялька Ганна Денисівна
Ганна Денисівна Лялька (нар. 15 лютого 1939, Студенники) - художник декоративно-прикладного мистецтва. Член НСНМУ. Заслужений майстер народної творчості УРСР (1982). Автор понад 4000 ескізів візерунків для вишивки.

## Життєпис
Народилась 15 лютого 1939 року в с. Студенники, Преяслав-Хмельницького району, Київської області в родині заможних селян. Родина була розкуркулена та постраждала від гонінь. Жінки в родині займались вишивкою та ткацтвом і Ганна, яка мала хист до малювання, з дитинства почала розробляти свої власні візерунки для своєї творчої родини та на замовлення.

## Освіта
Закінчила Вижницьке училище декоративно-прикладного мистецтва в 1962 році, за спеціальністю художник по вишивці.

## Творчість та визнання

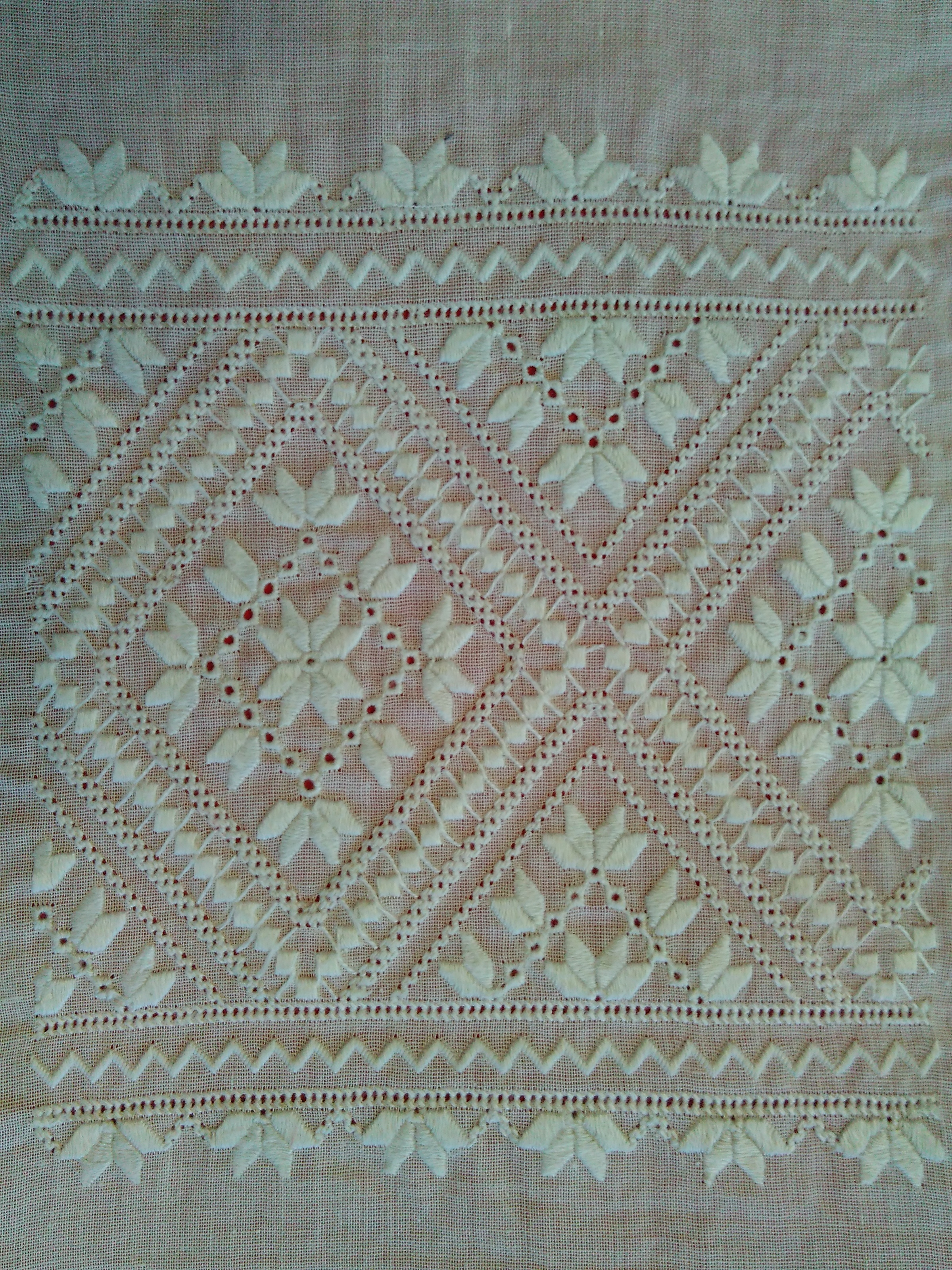
За сорочку "Сніг", вишиту за візерунком Ганни Ляльки фабрика "Жіноча праця" була удостоєна Золотої медалі на Міжнародній виставці в Лейпцизі.

Трудову діяльність розпочала в Черкасах, а згодом на Переяслав-Хмельницькій фабриці художніх виробів на посаді художника по вишивці.
В 1965 році отримала запрошення перевестись на посаду головного художника на фабрику "Жіноча праця" в с. Клембівка на Вінниччині, де провела багато новаторських змін у роботі фабрики. Згодом у складі фабрики "Вінничанка".
В 1968 році вишиті за мотивами візерунків Ганни Ляльки сорочки "Сніг" та "Чорнобривці", завоювали Перше місце та Золоту медаль на Всесвітній виставці в Лецпцизі.
Протягом багатьох років її роботи експонувались на Всесвітніх виставках в Канаді, США, Бразилії, Німеччині, Франції, Бельгії, Японії та на Всесоюзних та Всеукраїнських виставках.
За 25 років творчої діяльності Ганна Лялька розробила та втілила в виробництво понад 4000 візерунків для вишивки скатертин, гардин, постільної білизни, рушників, чоловічих та жіночих сорочок, суконь, весільного одягу, а також візерунків для тканого одягу, доріжок та килимів.

## Відзнаки
- Лауреат Всесоюзної виставки тех. творчості молоді (1968, Москва)
- Лауреат Всесоюзного конкурсу «Известия» за кращі вироби мас. вироб-ва (1981, Москва)
- Срібна медаль ВДНГ СРСР (1977, Москва)
- Диплом 1-го ступ. Всесоюз. виставки нар. худож. промислів (1979, Москва)
- Диплом Академії Мистецтв СРСР за вироби з ручною вишивкою у традиціях укр. нар. мист-ва (1982, Москва)
- Диплом 2-го ступ. ВДНГ УРСР (1979, Київ)
- Заслужений майстер народної творчості УРСР (1982)[2]

## Родина
Чоловік: Михайло Віннік. Діти: Андрій, Сергій, Надія (художник наївного малярства) Внуки: Максим, Анна, Любов.
Ганна Лялька має подвійне ім'я Ганна та Галина, а також подвійне прізвище Лялька (успадковане від її батька, яке залишилось творчим псевдонімом) та Віннік (прізвище по чоловіку). Нерідко це викликає плутанину в засобах масової інформації.